# Майкъл Фарадей
Вижте пояснителната страница за други личности с името Фарадей.
Майкъл Фарадей (на английски: Michael Faraday) е британски учен – физик и химик, известен предимно с откритията и приносите си в областта на електромагнетизма и електрохимията. Въпреки че няма формално образование, той е един от най-влиятелните учени в историята. Той изучава магнитното поле около проводник, по който тече прав ток и формулира понятието електромагнитно поле във физиката. Открива електромагнитната индукция, диамагнетизма и закона на електролизата., а също така и връзката между магнитното поле и светлината, което е показател за електромагнитната ѝ природа.
Законът на Фарадей за индукцията гласи, че промяната на магнитния поток във времето поражда електродвижеща сила. Той изобретява първия, макар и примитивен електромотор, което слага основите на производствената технология. Открива бензена, изобретява ранната форма на Бунзеновата горелка и популяризира терминологията, свързана с анод, катод, електрод и йон. По времето, по което живее, учените като него са наричани натурфилософи. Някои го считат за най-добрия експериментатор в историята на науката. Той е отличен експериментатор, който предава идеите си на ясен и прост език. Неговите математически способности обаче не се простират до тригонометрията, а са ограничени до най-простата алгебра. Джеймс Кларк Максуел поема работата на Фарадей и други и ги обобщава в набор от уравнения, които се приемат за основа на всички съвременни теории за електромагнитните явления.
В крайна сметка Фарадей става първият и най-важен професор по химия в Кралския институт. На негово име е наречена единицата за електричен капацитет (фарад) и константа на Фарадей (количеството електричен заряд на един мол електрони).
Алберт Айнщайн има портрет на Майкъл Фарадей на стената в своя кабинет, редом с тези на Исак Нютон и Джеймс Максуел.

## Биография

### Ранни години
Майкъл Фарадей е роден на 22 септември 1791 в Нюингтън Бътс, днес предградие на Лондон. Той е син на ковач, Джеймс и семейството му е изключително бедно. По-големият му брат Робърт също е ковач и известно време издържа Майкъл материално. Майка му Маргарет е трудолюбива и умна жена, но необразована. Има и две сестри – Елизабет и Маргарет. Семейството няма пари дори за средното образование на Фарадей. На 12-годишна възраст той започва да разнася вестници, а 14-годишен става книговезец. По време на 7-годишното чиракуване той прочита много книги, повтаря опитите описани в тях, а вечер посещава лекции и води записки.
Фарадей не успява да получи систематично образование, но от рано показва любопитство и страст към четенето. В магазина има много научни книги. В по-късните си мемоари Фарадей особено отбелязва книгите за електричеството и химията и веднага започва да провежда прости независими експерименти, докато чете. Баща му и по-големият му брат насърчават Майкъл да учи, подкрепят го финансово и помагат да произведе най-простият източник на електричество – „Лайденска стъкленица“. Подкрепата на брат му продължава и след внезапната смърт на баща му през 1810 година.
Важен етап в живота на Фарадей е посещението в Градското философско общество (1810 – 1811), където 19-годишният Майкъл вечер слуша лекции по физика и астрономия и участва в спорове. Някои учени, които посещават книжарницата, отбелязват способностите на младия човек. През 1812 г. един от посетителите, музикантът Уилям Данс му дава билет за поредица от публични лекции в Кралския институт на известния химик и физик, откривателят на много химически елементи Хъмфри Дейви.

### Лаборант в Кралската институция и пътуване в Европа
На 20 години, през 1812 г., Фарадей посещава лекции на известния английски химик и физик Хъмфри Дейви, член на Кралската институция и Кралското научно дружество, и Джон Тейтъм, основател на градското Философско общество. Много билети за тези лекции получава от Уилиям Данс (един от основателите на Кралското филхармонично дружество). Фарадей не само слуша с интерес, но и записва подробно лекциите на Дейви, които му изпраща в 200 страници книга, собственоръчно подвързана от него, заедно с молба да го вземе на работа в Кралската институция. Тази „смела и наивна стъпка“ оказва решаващо влияние върху неговата съдба. Отговорът на Дейви в началото е по-скоро небрежно пренебрежителен, но когато ученият си уврежда зрението при нещастен случай с избухване на газ в лабораторията, наема Фарадей като секретар. Професорът се радва на обширните познания на младежа и когато Джон Пейн, един от асистентите на Кралската институция, е уволнен, сър Хъмфри Дейви назначава Фарадей за асистент и лаборант по химия на 1 март 1813 година.
Задълженията на Фарадей са главно да помага на преподавателите и лекторите в института при подготовката на лекции, инвентаризация на материалите и грижа за тях. Но самият той се опитва да използва всяка възможност, за да допълни образованието си и преди всичко слуша внимателно всички лекции. В същото време с благосклонната помощ на Дейви провежда собствени химически експерименти по въпроси, които го интересуват. Фарадей изпълнява задълженията си толкова внимателно и умело, че скоро става незаменим помощник на Дейви.
През есента на 1813 г., след разгрома на Наполеон, Дейви и неговата съпруга започват двугодишно пътуване (до 1815 година) из научните центрове в Европа. Неговият прислужник отказва да тръгне с него и Фарадей заминава като негов асистент, но се налага да изпълнява и длъжността на прислужник, докато се намери заместник в Париж (поради произхода си Фарадей не е считан за джентълмен в английското класово разделено общество, а съпругата на Дейви отказва да го третира като равен). Младият учен се чувства толкова жалък и потиснат, че обмисля връщането си в Англия и е напът да изостави науката изобщо. Но това пътуване е от голямо значение за него – много изтъкнати учени по това време посрещат Дейви като световна знаменитост, включително Андре-Мари Ампер, Мишел Йожен Шеврьол, Луи Жозеф Гей-Люсак и Алесандро Волта. Някои от тях обръщат внимание и на блестящите способности на младия му асистент. Възможността да общува с тях става източник на нови идеи.

### Първи самостоятелни изследвания и научни публикации
След завръщането си в Кралския институт през май 1815 г. Майкъл Фарадей започва да работи интензивно в нова помощна позиция с доста висока за това време заплата от 30 шилинга на месец. Все по-голям процент от неговите занимания се състоят от самостоятелни независими научни изследвания. Още по това време се проявяват отличителните черти на Фарадей – усърдие, методичност, задълбоченост в провеждането на експерименти, желание за проникване в същността на разглеждания проблем. През първата половина на XIX век той печели славата на „царят на експериментаторите“. През 1816 година започва да води курс по физика и химия. През същата година излиза и първият му печатен труд. В периода до 1821 публикува около 40 научни трудове, главно по химия. По това време започва все повече да се увлича по електричеството и магнетизма и връзката между тях. Започва кореспонденцията му с големи европейски химици и физици. През 1820 г. Фарадей провежда няколко експеримента за топене на стомани с никелови добавки. Тази работа се разглежда като откритие на неръждаемата стомана, която по това време не е интересувала металурзите. През целия си живот той поддържа точни лабораторни дневници на експериментите си (публикуван през 1931 г.). Фарадей провежда около 30 хиляди експеримента през целия си живот.
1821 година е една от най-ключовите в живота на Майкъл Фарадей, белязана от няколко важни събития. Той става технически ръководител на сградата и лабораторията на Кралския институт и публикува няколко научни труда. Неговите експериментални изследвания започват да се движат постепенно в областта на физиката. Няколкото значими творби по физика, публикувани през 1821 г., показват, че Фарадей е напълно оформен като учен. Основното място сред тях е статията за изобретението на електродвигателя, с който всъщност започва промишлената електротехника.
На 2 юни 1821 сключва брак със Сара Барнард (1800 – 1879), сестра на приятеля му, с която се запознава в църквата, която и двамата посещават. Фарадей е силно религиозен, християнин, член на Сандеменската църква, основана през 1730 година. Според съвременниците бракът е щастлив, Майкъл и Сара живеят заедно 46 години. Съпрузите живеят на последния етаж на Кралския институт, поради липсата на собствени деца отглеждат племенница сираче, Джейн; Фарадей също постоянно се грижи за майка си Маргарет (починала 1838 г.)

### Научни открития и научна известност
От 1820 г. Фарадей е изключително заинтригуван от проблема за изследване на връзките между електричеството и магнетизма. По това време вече съществуват работите на Карл Фридрих Гаус и Джордж Грийн основно научни разработки в областта на електростатиката. През 1800 г. А. Волта открива силен източник на постоянен ток („волтов стълб“) и нова наука, електродинамика, която започва да се развива бързо. Незабавно са направени две открития: електролиза (1800 г.) и електрическа дъга (1802 г.).
Но основните събития започват през 1820 г., когато Оерстед открива чрез опит отблъскващия ефект на тока върху магнитна стрелка. Първите теории, свързващи електричеството и магнетизма са построени през същата година от Жан-Батист Био, Феликс Савар и по-късно Пиер-Симон Лаплас (Закон на Био-Савар-Лаплас). А. Ампер, през 1822 г., публикува своята теория за електромагнетизма, според която основното явление е взаимодействието на проводници по които тече ток. Формулата на Ампер е включена в учебниците.
Краят на 1821 г. като цяло е триумфален за Фарадей, но помрачен от клевета. Известният химик и физик Уилям Уоластън се оплаква на Дейви, че експериментът на Фарадей с въртенето на стрелката е плагиатство на негова идея (която той почти никога не реализира). Историята получава публичност и донася на Фарадей много неприятности. Дейви застава на страната на Уоластън, което значително влошава отношенията му с Фарадей. През октомври Фарадей се среща лично среща с Уоластън, където обяснява позицията си и постига помирение. Въпреки това, през януари 1824 г., когато Фарадей е избран за член на Кралското общество в Лондон, Дейви, тогавашният президент на Кралското общество, е единственият, който гласува против. Отношенията между Фарадей и Дейви се подобряват по-късно, но губят предишната си сърдечност, въпреки че Дейви казва, че от всичките му открития, най-значителното е Фарадей.
Признанието за научните заслуги на Фарадей е избирането му за член-кореспондент на Парижката академия на науките (1823 г.). През 1825 г. Дейви решава да напусне ръководството на лабораторията на Кралския институт и препоръчва Фарадей да бъде назначен за директор на физическите и химическите лаборатории. Майкъл е назначен за директор на лабораторията на Кралския институт през 1825 г. През 1827 година получава професорска катедра. Спонсор на Фарадей става Джон „Лудия Джак“ Фулер, който създава Фулеровата професура по химия в кралското дружество. През 1833 г. е назначен за Фулеров професор по химия безсрочно, без да има задължение да води лекции. Дейви умира през 1829 година след продължително боледуване.
След първите успехи в изследванията на Фарадей по електромагнетизъм следва около десетгодишна пауза и до 1831 г. той почти не публикува статии на тази тема: експериментите не дават желания резултат, новите задължения го разсейват, а неприятният скандал от 1821 г. също е фактор.
През 1830 г. Фарадей получава професорска катедра в Кралската военна академия, а от 1833 г. – в Кралския институт, по химия. Той чете лекции не само в Кралския институт, но и в няколко други научни организации и среди. Съвременниците му високо оценяват преподавателските умения на Фарадей, които съчетават яснота и достъпност с дълбочина на разглежданата тема.

### Изследвания в областта на електромагнетизма
На 29 август 1831 г. Майкъл Фарадей постига блестящ успех – той открива явлението електромагнитна индукция, с други думи поява на електрическо поле при промяна на магнитното поле. Днес това откритие лежи в основата на съвременната електротехника, но както повечето физици, Фарадей не се интересува от приложенията на своите открития, а е погълнат от идеята да разгадава законите на природата. С това откритие започва най-плодотворния период на научни изследвания на Фарадей (1831 – 1840 г.), което дава на научния свят известната поредица от статии „Експериментални изследвания на електричеството“ (публикува 30 броя във „Philosophical Transactions of the Royal Society“ от 1831 до 1835 г.). Още през 1832 г. Фарадей е награден с медал Копли за откритието си.
Съобщението за експериментите на Фарадей незабавно предизвиква сензация в научния свят на Европа, масовите вестници и списания също им обръщат голямо внимание. Много научни организации избират Фарадей за почетен член (той получава общо 97 почетни дипломи). От този момент трудностите по отношение на широкото въвеждане на електроенергия стават чисто технически. Физиците и инженерите активно участват в изучаването на индукционните токове и проектирането на все по-усъвършенствани електрически устройства. Първите индустриални модели се появяват по времето на Фарадей.
През 1832 г. Фарадей изследва друг важен проблем през тези години. По това време са известни няколко източника на електричество: триене, волтов стълб, някои животни, индукция на Фарадей, термоелементи. Някои учени изразяват съмнение, че всички тези ефекти имат едно-единствено естество и дори използват различни термини: галванизъм, електричество на животни и др. Фарадей провежда стотици експерименти, показвайки, че всички прояви на електричество – термични, светлинни, химически, физиологични, магнитни и механични, са абсолютно еднакви, независимо от източника. През 1832 година Оксфордският университет го удостоява с почетна докторска степен.
В периода 1833 – 1834 г. Майкъл Фарадей изучава протичането на електрически токове през разтвори на киселини и соли, което води до откриването на законите на електролизата. До края на 1830-те той извършва обширни изследвания на електрическите явления в диелектрици. Избран е за член на Шведската кралска академия на науките през 1838 година и на Френската академия на науките през 1844 г.

### Последни години и смърт
Въпреки световната слава, Фарадей остава скромен, любезен и добросърдечен човек до края на живота си. Той отхвърля предложението за рицарство и два пъти отказва да стане президент на Кралското общество – през 1848 и 1858 г. По време на Кримската война британското правителство го кани да участва в разработването на химическо оръжие срещу руската армия, но Фарадей отхвърля това предложение като аморално. Той води непретенциозен начин на живот и често отхвърля изгодни оферти, ако не му позволяват да прави това, което обича.
През 1840 г. Майкъл Фарадей отново е сериозно болен (отпадане, влошаване и частична загуба на памет) и успява да се върне към активна работа едва 4 години по-късно, за кратко време. Има версия, че болестта е резултат от отравяне с живачни пари, често използвани в неговите експерименти и постоянното умствено напрежение. През 1841 година негови приятели го убеждават да замине за Швейцария, за да се възстанови. Пътуването в Европа, препоръчано и от лекари, помага малко. Приятелите му започват да се настояват за назначаването на световноизвестния физик на държавна пенсия. Британският министър-председател (Уилям Ламб, лорд Мелбърн) първоначално не одобрява предложението, но под натиска на общественото мнение трябва да отстъпи и даде съгласието си. Биографът и приятелят на Фарадей Джон Тиндал изчислява, че след 1839 г. Фарадей живее в тежка нужда (по-малко от 22 паунда годишно), а след 1845 г. неговата пенсия (300 паунда годишно) става единственият му източник на доходи. Тиндал горчиво добавя: „Той умря като беден човек, но имаше удоволствието да поддържа честта и научната слава на Англия в продължение на четиридесет години“.
През 1845 г. Фарадей за кратко се връща към активна работа и прави няколко изключителни открития, като въртене на равнината на поляризация на светлината във вещество, поставено в магнитно поле (ефект на Фарадей). Самият Фарадей отдава огромно значение на това си откритие, защото е дълбоко убеден във взаимовръзката между оптиката и електромагнетизма. Други експерименти, които Майкъл Фарадей провежда, водят до откритието на диамагнетизма и парамагнетизма. Това са последните му открития. В края на годината болестта се възобновява.
През 1848 г. кралица Виктория, която високо цени Фарадей (преди това го е канила на обяд), дава на Фарадей за цял живот да използва къща, която е част от дворцовия комплекс Хамптън корт. Всички домакински разходи и данъци се поемат от кралицата.
Фарадей успява да предизвика друг обществен скандал. През 1853 г. той изследва модния тогава „спиритизъм“ и уверено заявява, че масата не се движи от предизвиканите духове на мъртвите, а от несъзнателните движения на пръстите на участниците. Това предизвиква лавина от възмутени писма от окултистите., но Фарадей отговаря, че ще приеме възражения само от самите духове
През 1855 година болестта му се влошава и той е принуден да се откаже от интензивна научна работа. Oтслабва значително и започва лесно да забравя. През 1858 г. се оттегля от повечето си длъжности и се установява в Хамптън корт, където прекарва последните 9 години от живота си.
От време на време здравословното състояние позволява на Фарадей да се върне към активна дейност. През 1862 г. той предполага, че магнитното поле може да измести спектралните линии. Въпреки това оборудването от тези години не е достатъчно чувствително, за да открие този ефект. Едва през 1897 г. Питер Зееман потвърждава хипотезата на Фарадей и през 1902 г. получава Нобелова награда за това си откритие, наречено Ефект на Зееман.
Майкъл Фарадей умира на 25 август 1867 г. на бюрото си в Лондон, преди да навърши 76 години. Кралица Виктория предлага да погребе учения в Уестминстърското абатство, но собствената воля на Фарадей е друга: скромно погребение и обикновен надгробен камък на обичайното място. Гробът на учения се намира на гробището на Хайгайт, място за неангликански вероизповедания. Въпреки това волята на кралицата също е изпълнена – в Уестминстърското абатство, до гроба на Исак Нютон, има поставена мемориална плоча на Майкъл Фарадей.

## Религиозни възгледи
Както Майкъл Фарадей, така и неговата съпруга Сара са протестанти. Съдейки по неговите изказвания, той е искрено вярващ. От дете посещава редовно сбирките на Сандеманианската църква, към която принадлежи. Тя е основана в Шотландия през 1724 година и в същността ѝ стои връщане към принципите на вярата и начинът на живот, характерни за най-ранното християнство. Сандеманианците получават причастие всяка неделя, което се превръща в празник. Въпреки всичко това Фарадей отрича да се води от каквито и да е религиозни принципи в своите научни изследвания. Той не вижда противоречие между страстната вяра в Бога и страстта към научно познание.
Според неговите собствени думи: „Няма никаква философия [наука] в моята религия ...въпреки че няма ни най-малка вероятност естествените дела на Бога да дойдат в противоречие с възвишените неща, които принадлежат към нашето бъдещо съществуване, и всичко, което е свързано с Него, трябва вечно да Го прославя, и все пак аз не мисля, че изобщо е необходимо да се свързват изучаването на естествените науки с религията и в моите взаимоотношения със себеподобните, това, което се отнася до религията и това, което се отнася до науката, винаги са били две отделни неща.“

## Почит
В чест на Майкъл Фарадей са наречени много неща, благодарение на неговите открития в различни области на науката и технологиите.
- Фарадеев кафез – затворена заземена метална клетка, която блокира външни статични и нестатични електрически полета.
- Константа на Фарадей – във физиката и химията тази константа представлява величината на електрическия заряд на 1 мол електрони. Зарядът на електрона е отрицателен, но   F  винаги е дефинирана да бъде положителна. Има приета стойност от 96485,33289(59) C mol −1 .
- Фарадей (единица) – извънсистемна единица за измерване на електрически заряд, равна на константата на Фарадей.
- Фарадеев диск – построен през 1831 г. дискът на Фарадей е първият електрически генератор. Магнитът с формата на подкова създава магнитно поле в диска.
- Вълна на Фарадей – нелинейни стоящи вълни, които се появяват на повърхността на флуиди, разположени в осцилиращ съд.
- Закон на Фарадей – законът за електромагнитната индукция
- Фарад – единица за електричен капацитет
- Ефект на Фарадей – заключава се в това, че при разпространение на линейно-поляризирана светлина през оптически неактивно вещество, намиращо се в магнитно поле, се наблюдава въртене на плоскостта на поляризацията на светлината.
- Лунен кратер Фарадей[21]
- Астероид Фарадей[22]
- Награда Майкъл Фарадей – присъжда се от Лондонското кралско общество
- Бронзов медал Фарадей – дава се от Инженерния и технологичен институт
- Медал Фарадей по електрохимия
- Медал Фарадей по експериментална физика
- Мемориал Майкъл Фарадей – намира се в Лондон.